# Anneliese Rubie
Anneliese Rubie, född 22 april 1992, är en friidrottare från Australien. Hon deltog vid olympiska sommarspelen 2016 och olympiska sommarspelen 2020.